# ドリス (小惑星)
ドリス (48 Doris) は大きく軽い小惑星帯の小惑星。古在由秀はドリスに代表される小惑星族の存在を提唱した。
1857年9月19日、ヘルマン・ゴルトシュミットによって発見された。
オケアニデスのひとりドリスから名づけられた。